# Halgania brachyrhyncha
Halgania brachyrhyncha är en strävbladig växtart som beskrevs av Peter G. Wilson. Halgania brachyrhyncha ingår i släktet Halgania och familjen strävbladiga växter. Inga underarter finns listade i Catalogue of Life.